# Phare de Capo Granitola
Le phare de Capo Granitola (en italien :Faro di Capo Granitola)  est un phare situé sur la pointe sud-est de Mazara del Vallo, dans la commune de Campobello di Mazara en mer Méditerranée, dans la Province de Trapani (Sicile), en Italie.

## Histoire
Le phare a été mis en service en 1865. Le phare est entièrement automatisé et géré par la Marina Militare. Il possède un Système d'identification automatique pour la navigation maritime.

## Description
Le phare  se compose d'une tour cylindrique en pierre de 35 m de haut, avec galerie et lanterne sur une maison de gardiens d'un étage. Le bâtiment est non peint en blanc et le dôme de la lanterne est gris métallisé. Il émet, à une hauteur focale de 37 m, un long éclat blanc toutes les 10 secondes. Sa portée est de 18 milles nautiques (environ 33 km) pour le feu blanc et 13 milles nautiques pour le feu de réserve.
Identifiant : ARLHS : ITA-024 ; EF-3010 - Amirauté : E1930 - NGA : 10092 .

## Caractéristiques dufeu maritime
Fréquence : 10 secondes (W)
- Lumière : 3 secondes
- Obscurité : 7 secondes

### Lien connexe
- Liste des phares de la Sicile